# Vårbyskatten
Vårbyskatten er et depotfund af sølv fra vikingetiden, som blev fundet i Vårby i Huddinge kommun, Sverige i 1871.
Fundet består af et halsring, 42 ornamenterede perler, 19 bæltebeslag og 19 forskellige vedhæng.
Den er udstillet på Historiska museet i Stockholm.